# La malaltia del diumenge
La malaltia del diumenge (títol original en castellà: La enfermedad del domingo) és una pel·lícula espanyola de gènere dramàtic de l'any 2018, escrita i dirigida per Ramón Salazar, amb música de Nico Casal i protagonitzada per Bárbara Lennie, Susi Sánchez, Miguel Ángel Solá, Greta Fernández, Richard Bohringer, David Kammenos i Fred Adenis. Ha estat doblada al català.
Anabel (Susi Sánchez) troba a la seva filla Chiara (Bárbara Lennie) 35 anys després d'haver-la abandonat quan era una nena. Chiara torna amb una petició molt peculiar per a la seva mare: vol que passin deu dies juntes. Anabel accepta pensant que amb aquest gest recuperarà la relació amb la seva filla, però haurà d'enfrontar-se al que Chiara vol en realitat i enfrontar-se a la decisió més important de la seva vida.

## Argument
Anabel, de 62 anys, organitza una festa d'alt standing, amb la pretensió de controlar-ne tots els detalls perquè tot sigui perfecte. Durant la vetllada, una cambrera li serveix un vi que no és el que ha demanat. Anabel fa com si no passés res. Després de la festa, aquesta mateixa cambrera es presenta com Chiara, la filla que Anabel va abandonar fa 35 anys quan la nena només en tenia vuit. Chiara li demana passar 10 dies juntes, ni un més, ni un menys.
Anabel posa el problema en mans del seu marit i del seu advocat. Finalment, després d'un contracte pel mig i amb la il·lusió que serveixi per a recuperar la relació perduda amb la seva filla, Anabel accedeix a passar aquests dies juntes en una casa al Pirineu francès, a l'antiga llar de totes dues i actual residència de Chiara.
Els primers dies, Chiara va teixint una xarxa de mentides i ignorant deliberadament a la seva mare, buscant desequilibrar-la i volent treure-la del seu món de perfecció mesurada al mil·límetre.
Un dia baixen al poble per a assistir a les festes locals. Allí fan preguntes l'una a l'altra, fins que Chiara, enfastidida, s'emborratxa i comença a enrotllar-se amb un home. Després d'unes hores, Anabel els separa i s'emporta la seva filla a casa. Chiara passa dos dies recuperant-se de la borratxera. Quan es desperta li explica a la seva mare que està malalta i el perquè d'haver-li demanat de passar deu dies juntes. Al final de la pel·lícula, mare i filla se submergeixen en un riu per a complir el desig de Chiara.

## Repartiment
- Susi Sánchez - Anabel
- Bárbara Lennie - Chiara
- Richard Bohringer - Matthieu
- David Kammenos - Matthieu Jove
- Bruna González - Chiara Nena
- Greta Fernández - Greta
- Miguel Ángel Solá - Bernabé
- Manuel Castillo - Cap Protocol
- Ima Ranedo - Senyora Sopar
- Mònica Van Campen - Dona sopar
- Fred Adenis - Tobías
- Iván Morales - Guillem
- Carla Linares - Asistente
- Abdelatif Hwidar - Home del lloc
- Lucy Tillett - Dona del bosc

## Festivals
| Festival                                       | Premi                                 | Any  |
| ---------------------------------------------- | ------------------------------------- | ---- |
| Festival de Cinema Espanyol de Nantes          | Premi Jules Verne Galardón del públic | 2018 |
| 68è Festival Internacional de Cinema de Berlín | Projecció en la secció Panorama       | 2018 |

## Premis
63a edició dels Premis Sant Jordi de Cinematografia
| Categoria                             | Receptor       | Resultat   |
| ------------------------------------- | -------------- | ---------- |
| Millor actriu en pel·lícula espanyola | Bárbara Lennie | Guanyadora |

XXXII Premis Goya
| Categoria                  | Receptor     | Resultat   |
| -------------------------- | ------------ | ---------- |
| Millor actriu protagonista | Susi Sánchez | Guanyadora |

## El domingo (curtmetratge)
Es tracta d'un curtmetratge que mostra el dia que va canviar la vida a les dues dones. El curt i la pel·lícula es van rodar alhora, però funcionen de manera independent. El Domingo narra la història d'un pare i una filla que es passaran el dia a un llac, la seva mare no els acompanya, i quan tornen descobreixen que els ha abandonat.